# James Lee
James Lee (* 1715 - julio de 1795) fue un botánico y horticultor inglés .
Fue jardinero en la Mansión Syon cerca de Brentford, y viverista y vitivinicultor en Hammersmith en 1760.
Traduce fragmentos de las obras de Carlos Linneo (1707-1778) con el título de Introduction to the Science of Botany, de 1760.
Introduce en Gran Bretaña el cultivo de la Fuchsia y de numerosas especies de plantas exóticas.

## Honores
En su honor se nombra:
- Género:
  - Leea D.Royen ex L. 1767

- Especies:
  - Erica leea Andrews ex Willd.[1]

- La abreviatura «J.Lee» se emplea para indicar a James Lee como autoridad en la descripción y clasificación científica de los vegetales.[2]